# Mont Sacré de San Vivaldo
Le Mont Sacré de San Vivaldo, aussi appelé la « Nouvelle Jérusalem de San Vivaldo » ou la « Jérusalem de Toscane », est un calvaire monumental situé sur le territoire du couvent de la frazione homonyme de la commune de Montaione, dans la province de Florence, et sur le territoire du diocèse de Volterra.

## Histoire
C'est en 1220 qu'est mentionnée pour la première fois une Ecclesia S. Vivaldi.
Un ermite s'y isole et y meurt dans les vingt premières années du XIVe siècle : le bienheureux Vivaldo de San Gimignano (it). Selon la légende, son corps fut retrouvé dans le tronc creux d'un châtaignier gigantesque, cet arbre disparut en raison de la hâte des fidèles innombrables à en tirer des reliques, et l'on édifia l'oratoire original de San Vivaldo sur ses racines. En réalité, l'église était déjà dédiée à un saint Vivaldo avant la retraite du bienheureux Vivaldo de San Gimignano à cet endroit.
En tout état de cause, l'ensemble est agrandi en 1416, reconstruit en 1426 et confié en 1497 à l'Ordre franciscain.
Au XVe siècle, la propriété de l'oratoire fait l'objet de plusieurs litiges entre Montaione et San Miniato. Le premier remonte au 1er mai 1436, quand les officiers chargés de la garde du bois de Camporena interrogent l'ermite Francesco Cola di Tonda, gouverneur de San Vivaldo, qui affirme que l'oratoire relève de la compétence de la commune de San Miniato ; le second a lieu quand, quatre ans plus tard, d'autres personnes chargées de la garde et de la protection de ce bois par cette commune reconfirment la déposition précédente du frère ermite Cola dans son intégralité ; le dernier est réglé lorsque les capitaines des guelfes de Florence (auxquels ont recouru, d'une part, la commune de San Miniato et, d'autre part, la commune de Montaione et le curé de la paroisse de cette dernière) décident, par acte public du 29 juillet 1445, que l'oratoire situé dans le bois de Camporena relève de la compétence de San Miniato et lui appartient.
La seigneurie de Florence reconnaît officiellement la fête de la Saint-Vivaldo et la foire de Camporena à partir de 1451.
De 1500 à 1515, le frère Tommaso coordonne la création d'un Mont Sacré par l'édification de petites chapelles rappelant les diverses étapes de la vie, de la passion et de la mort de Jésus-Christ : 34 sont les lieux sacrés mentionnés dans le bref de 1516 du pape Léon X concernant les indulgences accordées aux pèlerins qui se rendraient à San Vivaldo.
La disposition des chapelles évoque celle des lieux où les événements rappelés se sont déroulés à Jérusalem. On soutient que le frère Tommaso a rencontré en Crète le fondateur de la « Nouvelle Jérusalem » de Varallo Sesia et que ce dernier lui a inspiré l'idée de la « Jérusalem de Toscane », mais cette rencontre n'est pas attestée.
D'autres épisodes symboliques ont été ajoutés par la suite, et quelques-uns ont été transformés dans le cadre du renouvellement conceptuel des premières années du XVIIe siècle et par suite des dommages causés par un tremblement de terre. En 1685, on enregistre 28 chapelles dans une « note des mystères ».
En 1722, le pape Innocent XIII et le grand-duc Cosme III de Médicis déclarent le couvent « retraite pour la punition des prêtres ».
Il est supprimé en 1808, et les frères franciscains y retournent en 1887. En 2006, il n'en restait que deux.

## Le Mont Sacré: disposition des chapelles
Le Mont Sacré de San Vivaldo, fondé par le frère Tommaso de Florence, suit une ordonnance iconographique et topographique précise qui fait référence aux paramètres de la Jérusalem terrestre (sans que l'orientation en soit exacte).
Le décor du Mont Sacré toscan est le bois de Camporena, offert aux Franciscains en 1487 par la communauté de Montaione, où l'on construisit l'église dédiée à Notre-Dame de l'Assomption et à saint François, qui est précédée d'une petite loggia abritant un groupe en terre cuite peinte représentant saint Antoine abbé, saint Roch et saint Lin.
Actuellement au nombre de 17, les chapelles devaient à l'origine être 34, toutes ornées d'œuvres plastiques en terre cuite modelées par divers sculpteurs liés aux ateliers de Giovanni della Robbia et de Benedetto Buglioni. Le choix de ce médium répondait au besoin d'offrir du concret.
Le parcours débute dans la partie occidentale, où se trouve le mont Sion.

### Couvent
Il date de la construction des chapelles et fut agrandi et restauré pendant les siècles qui suivirent.

### Église San Vivaldo

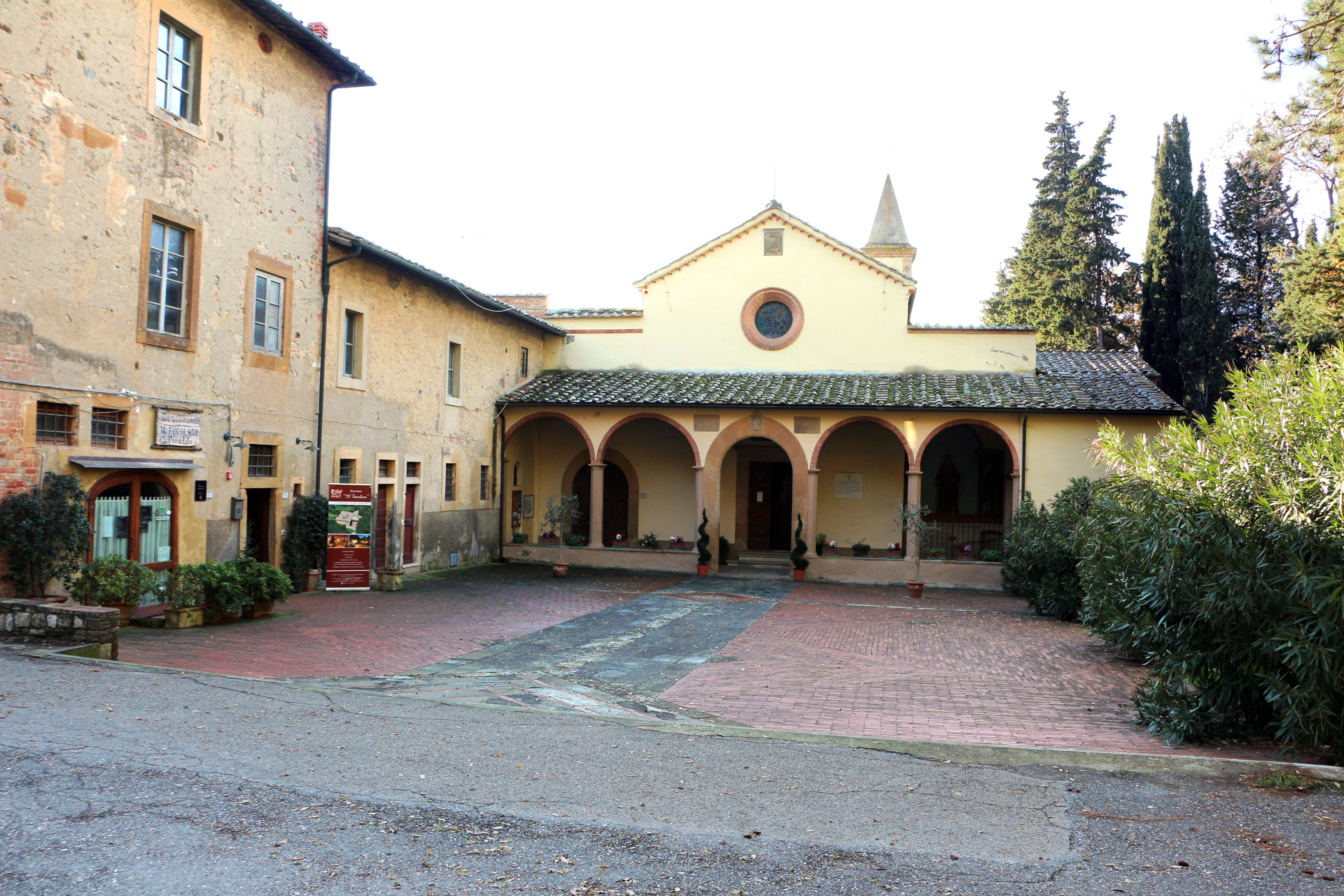
Parvis de l'église.

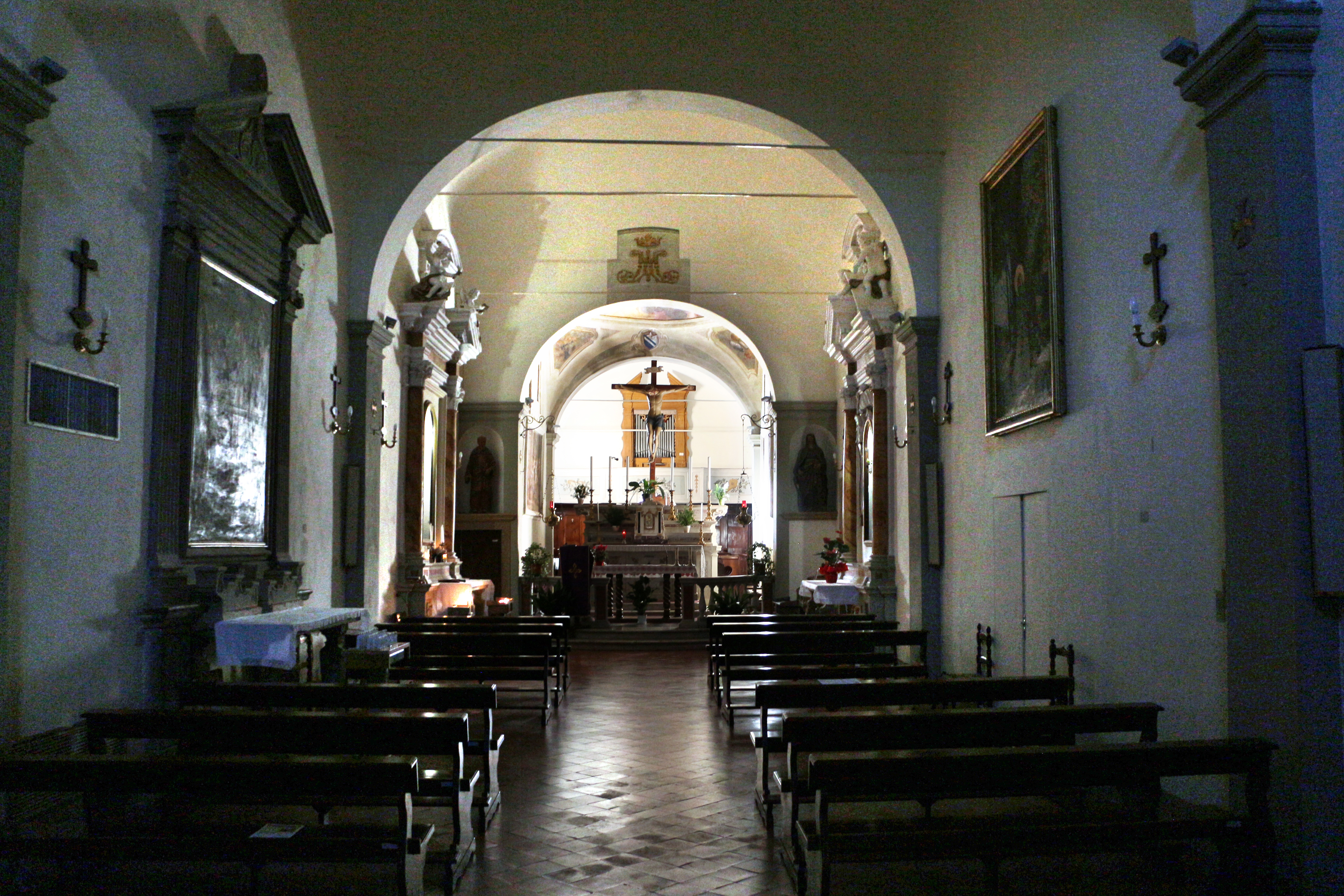
Intérieur de l'église.

La première chapelle correspond, au moins dans la nef centrale, à l'église San Vivaldo actuelle, où sont conservées les reliques du saint.
L'église existe déjà au milieu du XIVe siècle, mais  est complètement réaménagée vers 1450. Les frères franciscains en prennent possession le 1er mai 1500.
Au centre, sur l'autel,  un grand crucifix en bois d'un sculpteur inconnu remonte au XVIe siècle ; à ses côtés, deux statues en terre cuite représentant saint Laurent et sainte Verdiana (en).
- Chapelle San Vivaldo : première chapelle de droite, près de l'entrée, elle abrite les reliques de saint Vivaldo.

On y trouve une terracotta invetriata attribuée par certains à Giovanni della Robbia, mais plus susceptible d'avoir été réalisée par Benedetto Buglioni ; elle représente une Nativité avec deux saints (Catherine d'Alexandrie et Vivaldo). En outre,  une peinture de la Vierge en gloire avec des saints (Jean-Baptiste, Jérôme, François et Vivaldo) est attribuée à Raffaellino del Garbo et datable de 1516. Enfin, on y admire un Saint Sébastien en terre cuite attribué à tort à l'Aveugle de Gambassi (Giovanni Gonnelli) et rapporté récemment au jeune Andrea Sansovino.

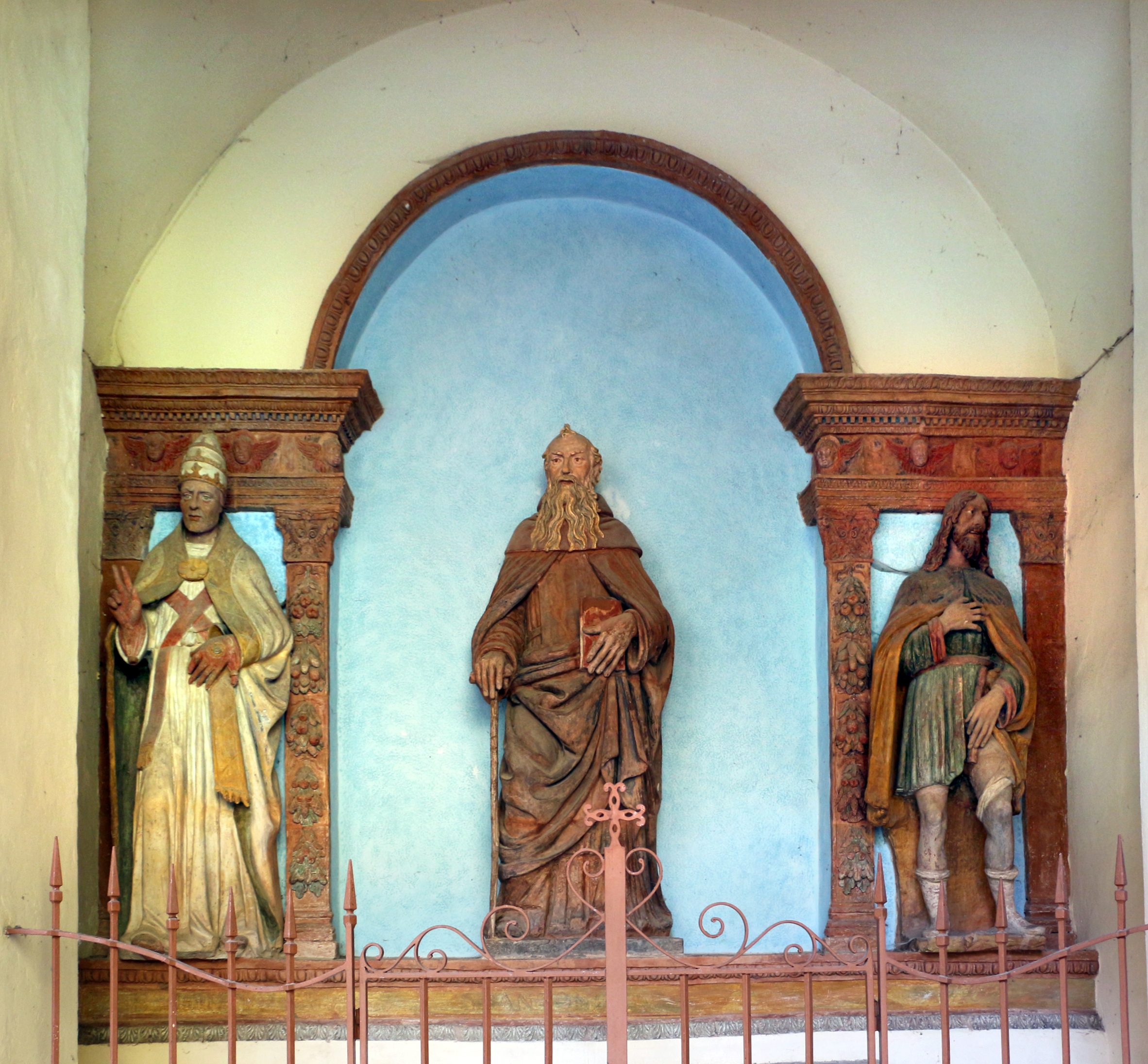
Groupe en terre cuite de la loggia.
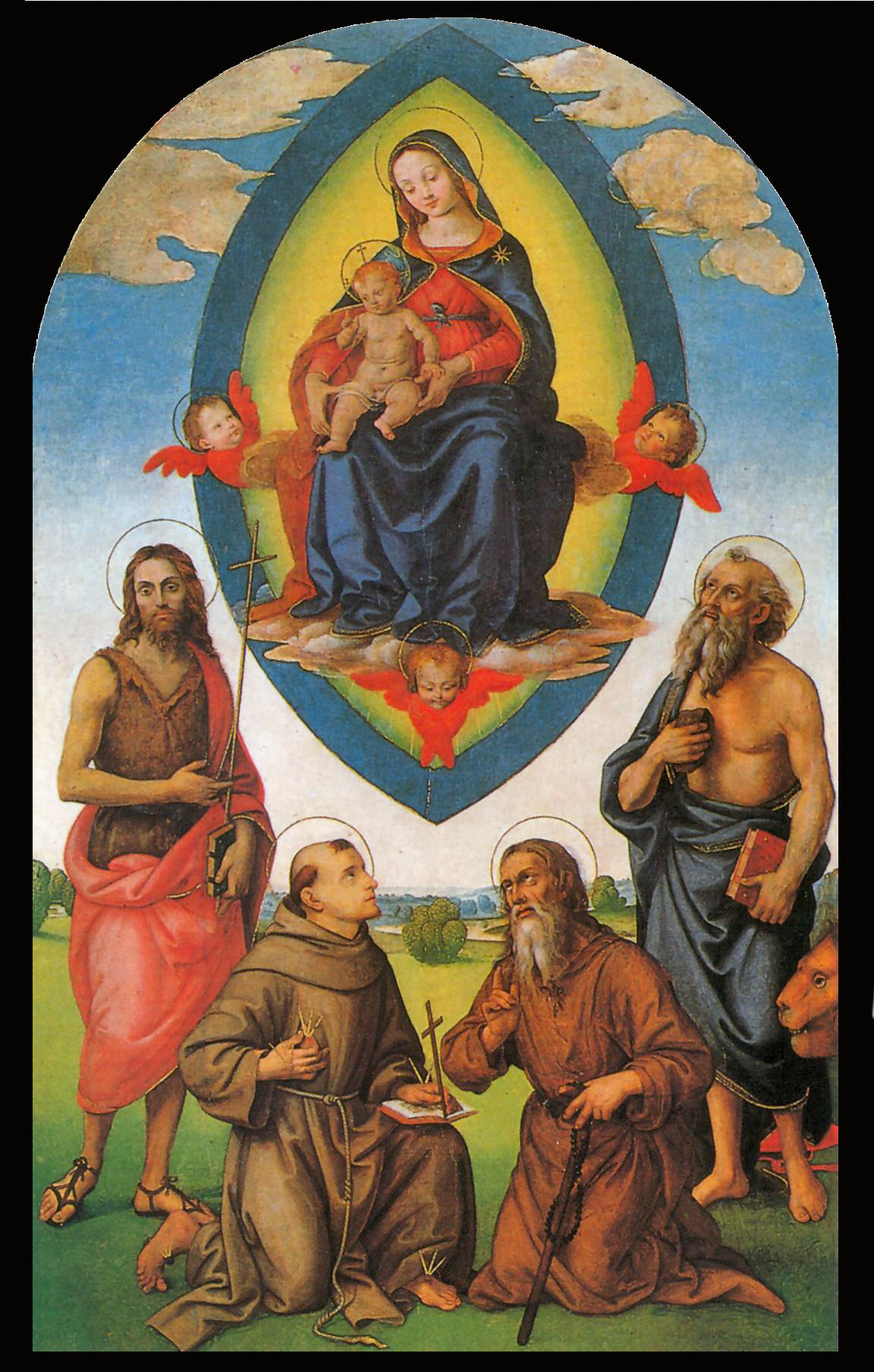
Raffaellino del Garbo, Madone et saints, 1516
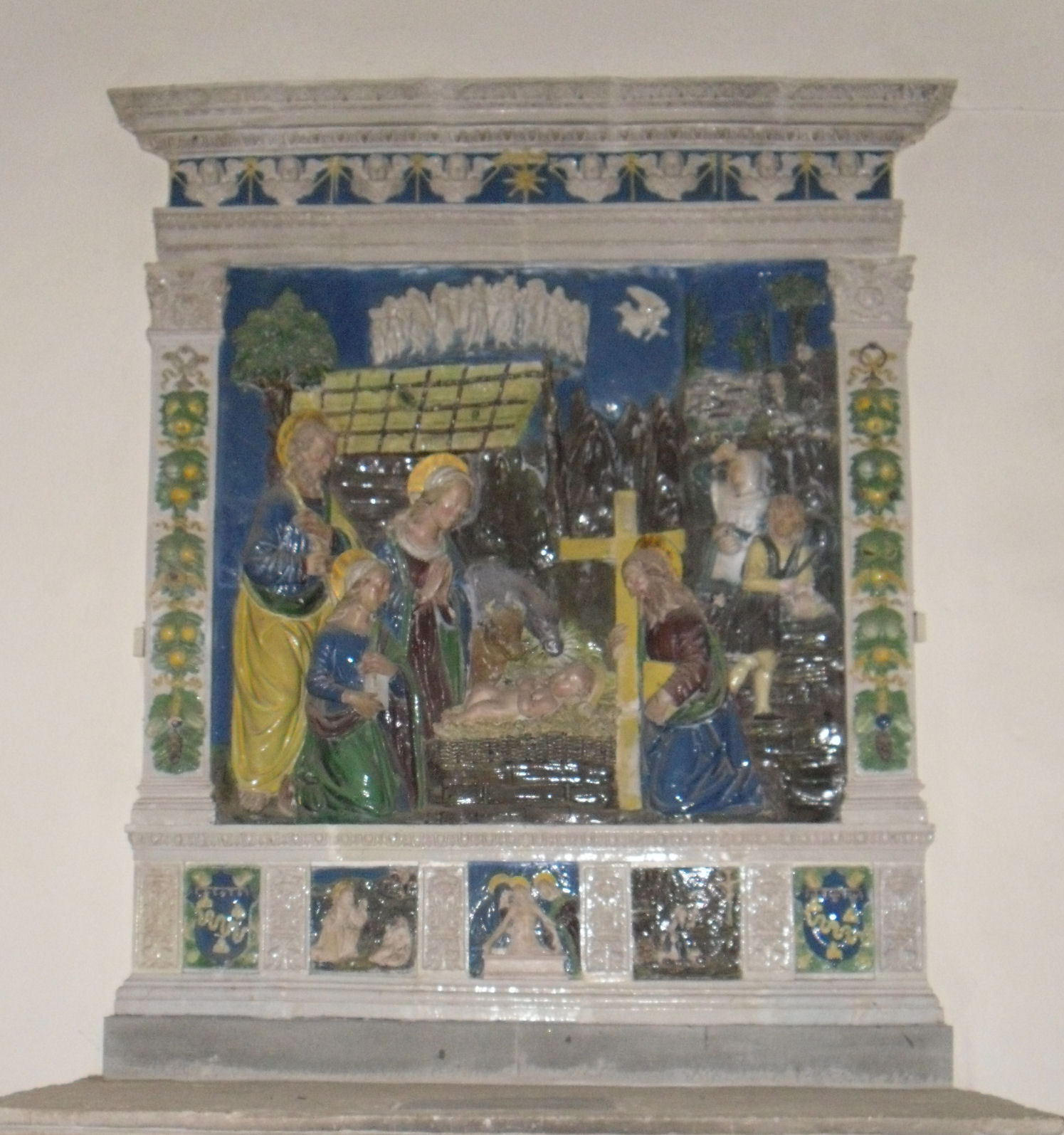
Benedetto Buglioni, Nativité avec sainte Catherine d'Alexandrie et saint Vivaldo

- Chapelle Santa Maria in Camporena :  elle s'ouvre à droite sur le milieu de l'église et remonte au XIIIe siècle.

Elle abrite une Pietà en terre cuite. On y trouve également deux peintures contemporaines : un Saint François « aux oiseaux » et  la représentation d'un frère franciscain sur un mode surréaliste.
Dans la nef centrale, il faut signaler l'orgue du XVIIIe siècle restauré en 1988. Le cloître se trouve sur la gauche de l'église, et le lavoir, au fond.

### Mont Sion

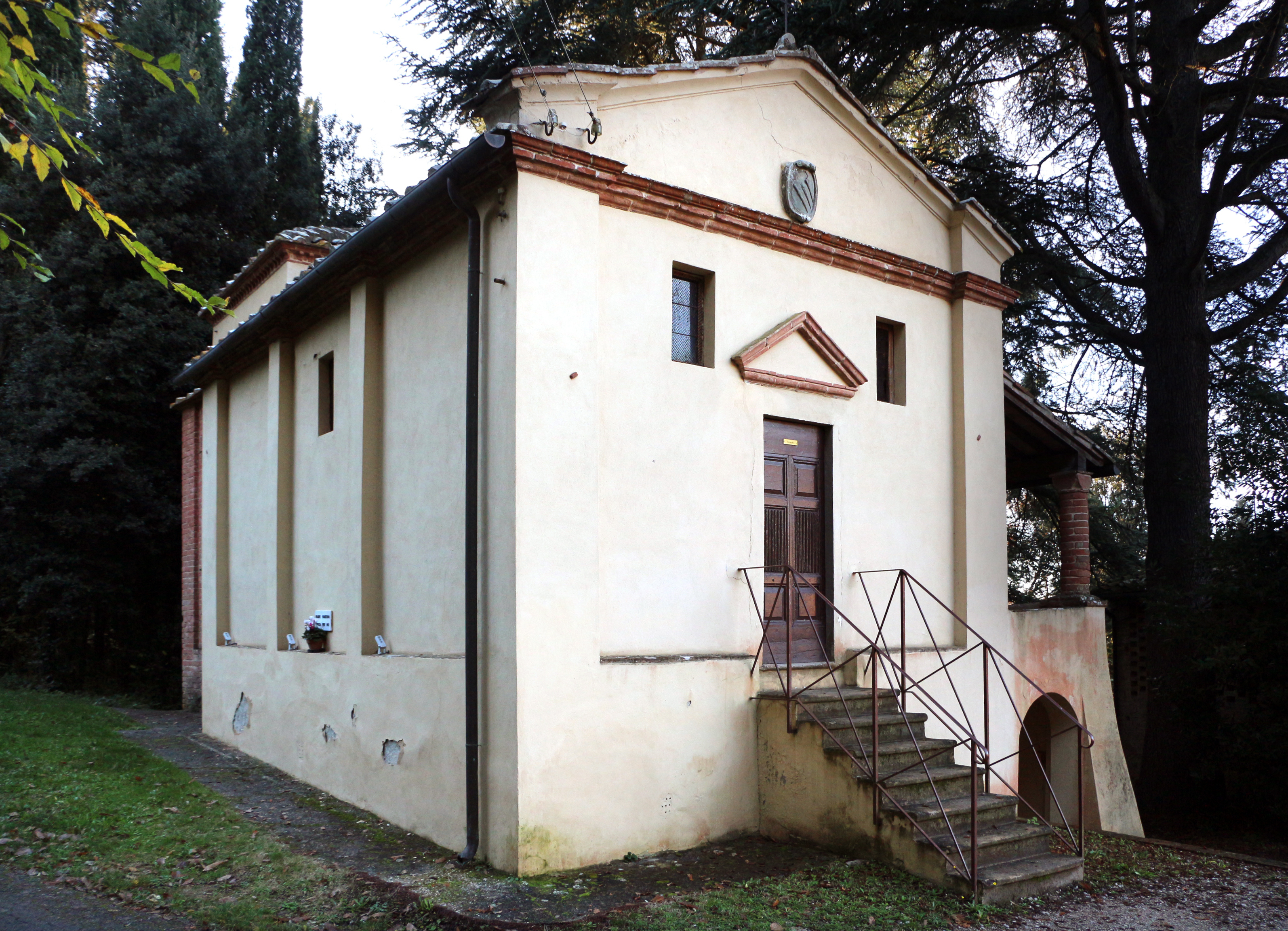
Bâtiment du mont Sion

Ce bâtiment, le plus important, comprend trois chapelles : deux à l'étage (les chapelles de la Cène et de la Pentecôte) et une au rez-de-chaussée, la chapelle de l'Incrédulité de saint Thomas. Réplique fidèle du prototype de la  Jérusalem, ce bâtiment abrite la tombe présumée de David. 
- Chapelle du Cénacle : le Cénacle de San Vivaldo est une salle rectangulaire à deux nefs divisées par des colonnes. Il abrite deux terres cuites, l'Institution de l'Eucharistie et le Lavement des pieds.
- Chapelle de la Pentecôte  : dans cette chapelle, on peut admirer une terre cuite dont les hauts-reliefs représentent la descente du Saint-Esprit.
- Chapelle Saint-Thomas : cette chapelle abrite la terre cuite L'Incrédulité de saint Thomas. Sous la chapelle de la Pentecôte, on trouve la prétendue tombe de David, car, même à San Vivaldo, on respecte la légende qui la situe au rez-de-chaussée de l'édifice du mont Sion.

### Chapelle de la Maison d'Anne
Anne est le beau-père de Caïphe, et ils habitaient dans le même bâtiment à Jérusalem. À San Vivaldo, ils ont chacun leur chapelle. La chapelle de la Maison d'Anne abrite la représentation du Christ giflé par un serviteur d'Anne habillé en soldat.

### Chapelle de la Maison de Caïphe
Très près de la chapelle de la Maison d'Anne est placée celle qui est consacrée à Caïphe : elle abrite deux terres cuites illustrant deux moments de la Passion : le procès sommaire de Jésus  et l'emprisonnement du Christ, et l'outrage commis à coups de poing envers lui (dit du « Jésus outragé »). Ces groupes du Jésus comparaissant devant Caïphe (dit aussi du Christ devant le Sanhédrin) et du Jésus outragé sont attribués à Benedetto Buglioni.

### Chapelle de Simon le Pharisien
Cette chapelle est érigée après la première installation des frères franciscains dans le bois de Camporena. Elle abrite l'une des terres cuites les plus précieuses de San Vivaldo, le Jésus avec la pécheresse au dîner chez Simon le Pharisien.

### Chapelle de la Maison de Pilate

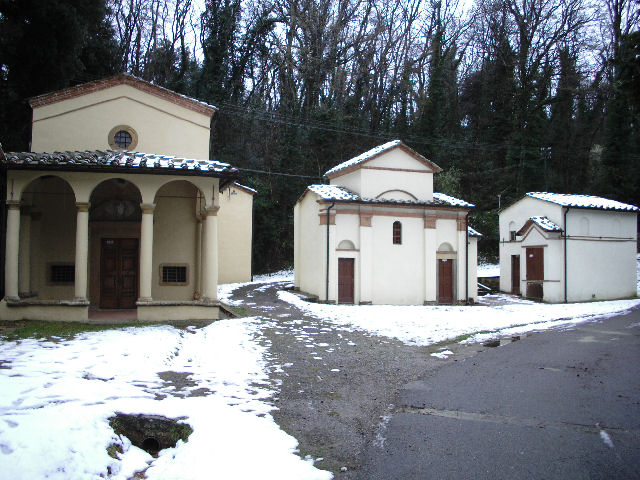
Chapelles de l'Évanouissement de la Vierge, de la Montée du Calvaire et de la Maison de Pilate

Le premier bâtiment de la « Voie douloureuse » est la Maison de Pilate, où, à l'intérieur, sont représentées les scènes de la Flagellation et de la Colonne aux outrages et, à l'extérieur, dans une loggia :
- L'Ecce Homo,  terre cuite représentant le moment où Pilate présente Jésus à la foule, qui doit décider de son sort. Sur le mur de fond, une fresque représente une jeune fille qui tend une cruche d'eau à Jésus. En bas, on trouve la prison de Barabbas,  dont la statue fut éliminée au XIXe siècle à cause des dommages causés par les jets de pierre des visiteuses.
- Le Crucifige, l'épisode qui suit la présentation de Jésus à la foule pour la détermination de son sort. La foule répond à Pilate : Crucifige, Crucifige (« crucifiez-le »). La terre cuite qui représente ce moment est remarquable en raison des vêtements. En effet, les femmes portent les habits des religieuses du XVIe siècle, tandis que les prêtres et les docteurs de la Loi ont les vêtements que les rabbins du même siècle portaient pour les offices synagogaux.

### Chapelle de la Montée du Calvaire

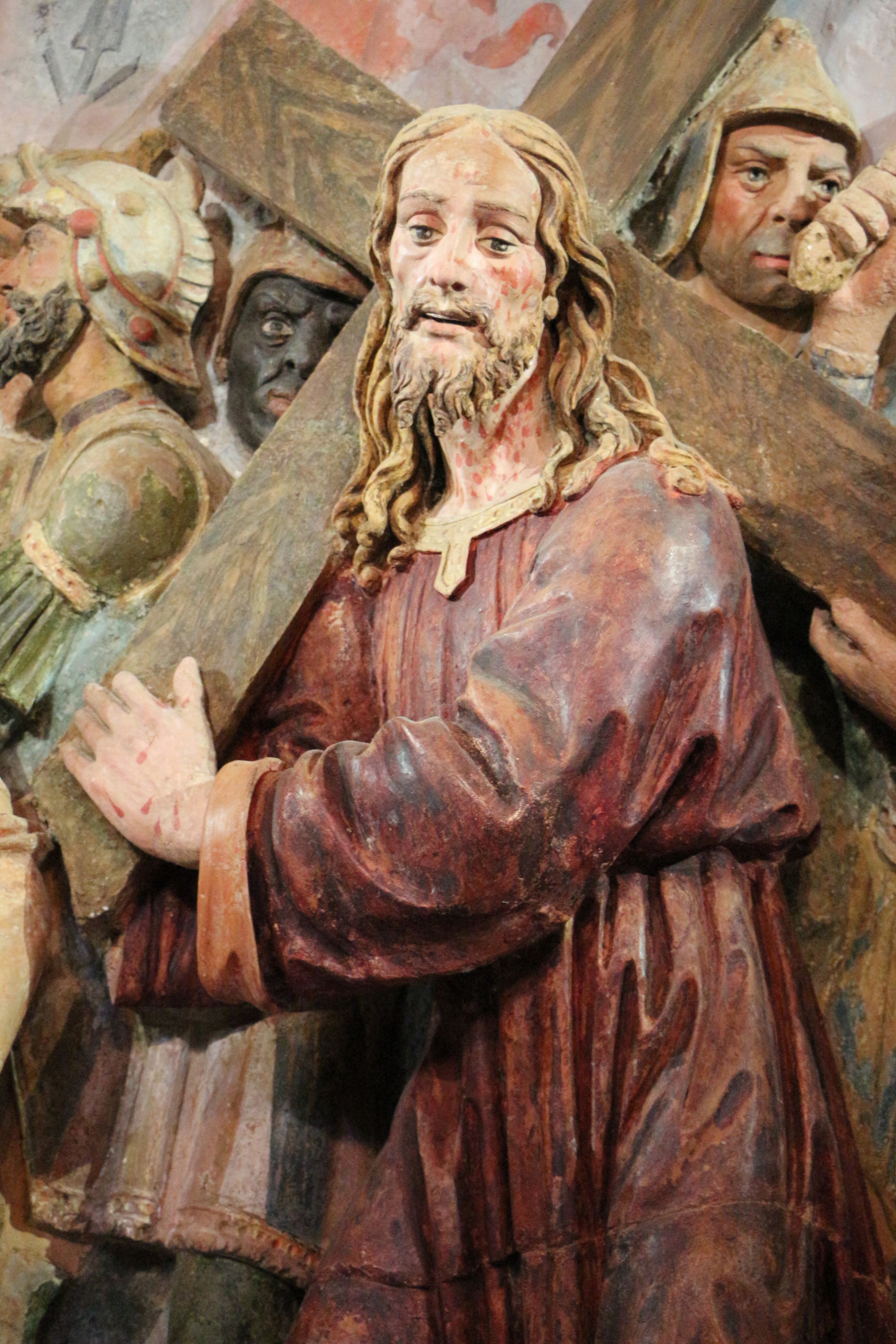
Montée du Calvaire

La Chapelle de la Montée du Calvaire se réfère à la Via Dolorosa, parcours fait par Jésus pour aller du palais de Pilate au Calvaire. Différente par l'arc de triomphe d'inspiration bramantesque, elle possède deux portes pour la circulation de la foule pieuse et illustre la procession du Christ chargé de sa croix sur tout le long du mur. La  terre cuite représente une foule de personnages : soldats, gens du peuple et méchants. Parmi eux s'imposent les proches du Christ, désormais résigné à son sort, et Simon de Cyrène.

### Chapelle de «l'Évanouissement de la Vierge»
La chapelle de l'Évanouissement (dit également  « du Spasme ») de la Vierge, mentionnée dans le bref du pape Léon X, est une véritable église par sa taille. On en a retiré les ex-voto qu'elle abritait. La terre cuite qui s'y trouve et qui est probablement l'œuvre de Giovanni della Robbia est l'une des plus belles expressions artistiques par la compacité du groupe central, qui représente la Vierge évanouie, soutenue par saint Jean, Marie-Madeleine et des femmes pieuses.

### Chapelle des Femmes pieuses
L'épisode (8) du  chemin de croix, qui occupe une place qui a varié du XIVe au XVIe siècle, représente Jésus, alors maculé de sang, qui monte au Calvaire devant les femmes pieuses. le groupe est incomplet à cause de la destruction de certaines figures.

### Chapelle de Véronique
La chapelle de Véronique propose un épisode très apprécié de l'évangile apocryphe (celui du visage du Christ sur le voile). La terre cuite remonte à la fondation du couvent, tandis que l'épisode de Simon de Cyrène, placé à la base de la sculpture, a été ajoutée par la suite.
Les visiteurs arrivent ensuite à l'ensemble des endroits qui faisaient partie de l'Église du Saint-Sépulcre à Jérusalem et qui, à San Vivaldo, sont séparés bien que voisins.

### Chapelle de la Prison du Christ
L'Évangile ne parle pas de la détention de Jésus. Il s'agit ici probablement de l'attente qu'il a dû supporter avant l'exécution de la sentence à cause du délai nécessaire pour préparer l'échafaud. On y voit une statue de Jésus, les bras croisés sur le torse.

### Chapelle du Calvaire

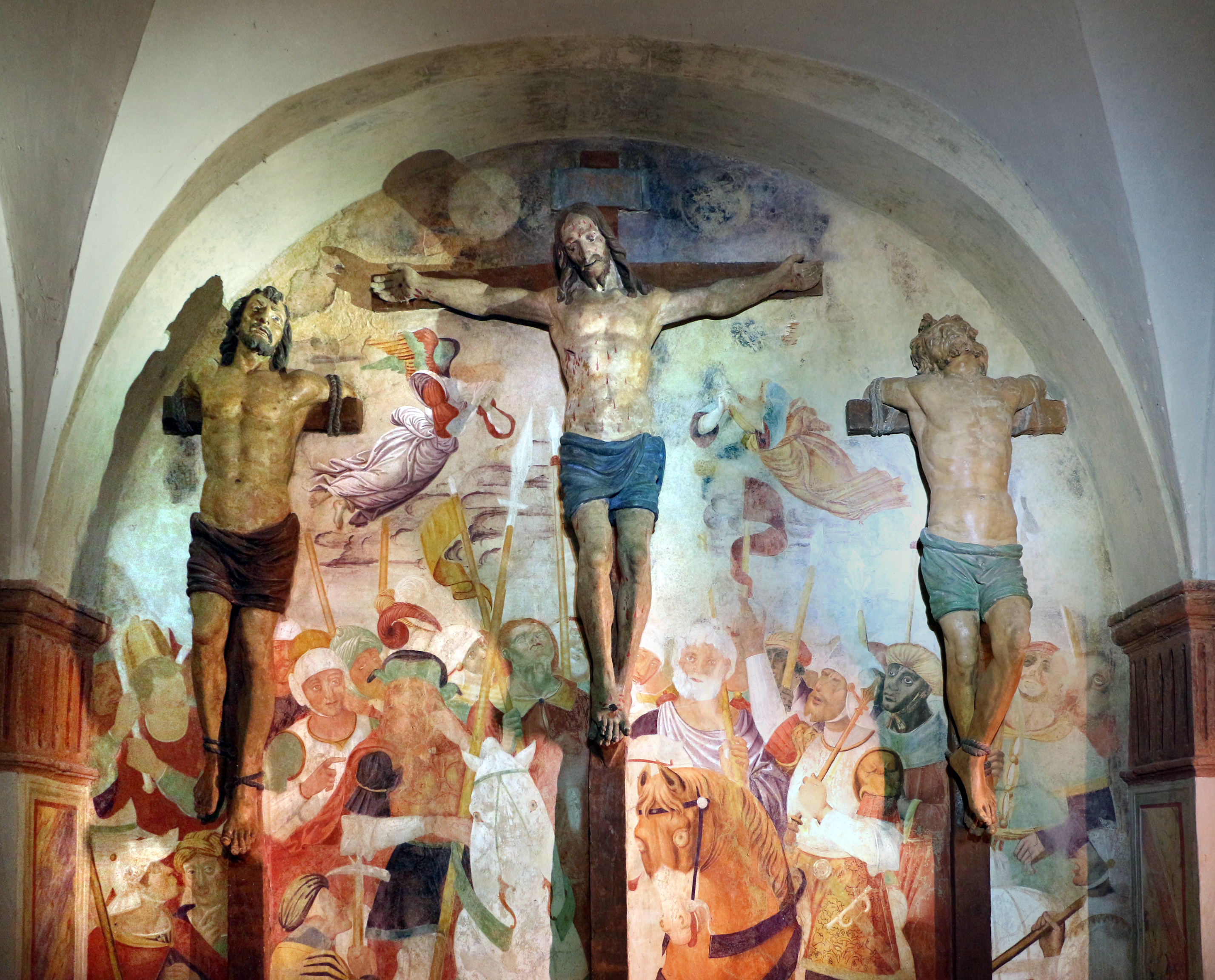
Chapelle du Calvaire

À l'origine, l'entrée était sur le mur nord pour permettre au pèlerin de voir la scène de la crucifixion dans tout son caractère dramatique. De nos jours, on peut voir la scène depuis l'entrée normale ou l'« édicule du Stabat Mater, qui se trouve en bas et abrite une Marie qui observe la crucifixion de son fils  entre les deux larrons, avec les autres saintes femmes, saint Jean et Marie-Madeleine. La représentation de la tombe d'Adam, traditionnellement représentée sous le  pied de la Croix, est absente, car elle a été enfouie lors d'un éboulement.

### Chapelle du Saint-Sépulcre
La chapelle du Saint-Sépulcre est le point culminant du chemin de dévotion. Elle reprend des motifs architecturaux de l'Église du Saint-Sépulcre de Jérusalem (rotonde extérieure avec colonnettes et arcs, corridor de la salle funéraire). Ses éléments sont disparates (la statue de sainte Hélène provient d'une chapelle détruite) ; deux scènes y figurent : La Déposition de Croix et Le Christ mort.

### Édicule duNoli me tangere
L'édicule situé à côté de la chapelle du Saint-Sépulcre représente l'épisode survenu dans le jardin de Joseph d'Arimathie : le lendemain de la Résurrection, Marie-Madeleine y rôdait en pleurs après avoir vu la tombe de Jésus ouverte et vide. Voyant un homme, elle le prend pour le jardinier et l'interroge sur la disparition du corps. L'homme, qui l'appelle par son nom, se révêle être Jésus ; quand elle s'approche, il la repousse par les mots Noli me tangere (« Ne me touche pas ! »). La terre cuite qu'on y trouve n'atteint pas la grâce des autres présentes à San Vivaldo.

### Chapelle Saint-Jacques-le-Mineur

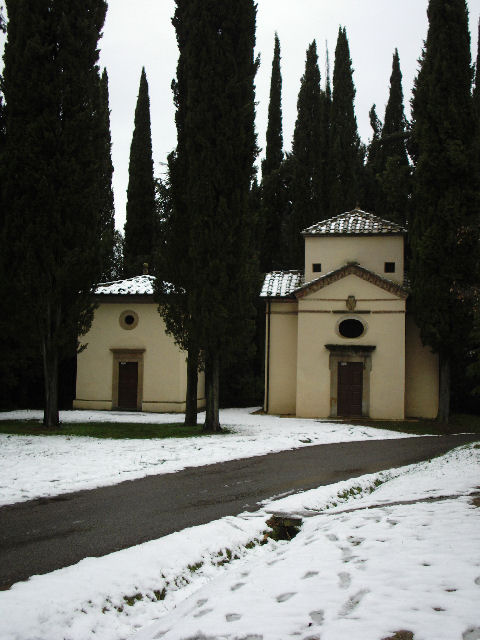
Chapelles de l'Annonciation et de la Fuite en Égypte

La chapelle évoque la mort de Jacques le Mineur, évêque de Jérusalem, qui fut tué à coups de bâton. La chapelle, qui ne traite pas d'un épisode de la Passion, fut construite pour des raisons particulières : le 1er mai est la date d'anniversaire de la mort de saint Vivaldo et, jusqu'à la réforme du calendrier ecclésiastique opérée par le pape Paul VI, on fêtait aussi les saints Philippe et Jacques le Mineur, qui étaient patrons de l'église d'Iano, paroisse à laquelle appartenait le bourg de San Vivaldo.

### Chapelle de la Fuite en Égypte
Cette chapelle, comme celle d'Anne, ne faisait pas partie du projet initial ; édifiée au XIXe siècle, elle abrite des statues de peu de valeur.

### Chapelle de l'Annonciation
Non prévue dans le projet initial, elle fut réalisée à la fin du XVIe siècle, en une architecture élaborée, qui se réfère à la Basilique de la Santissima Annunziata de Florence. Elle abrite une série de terres cuites représentant Marie et les anges.

### Chapelle de la Samaritaine
Située en face du couvent, cette chapelle (nommée sur le site « Puits de la Samaritaine ») a la forme d'un petit temple. Restaurée en 1999, elle abritait une terre cuite qui se trouve de nos jours au Cleveland Museum of Art. Cette terre cuite fut vendue en 1912 parce qu'on pensait à tort qu'il n'était plus possible de la restaurer. Le produit de la vente servit à restaurer les chapelles du couvent.

### Chapelle de l'Ascension

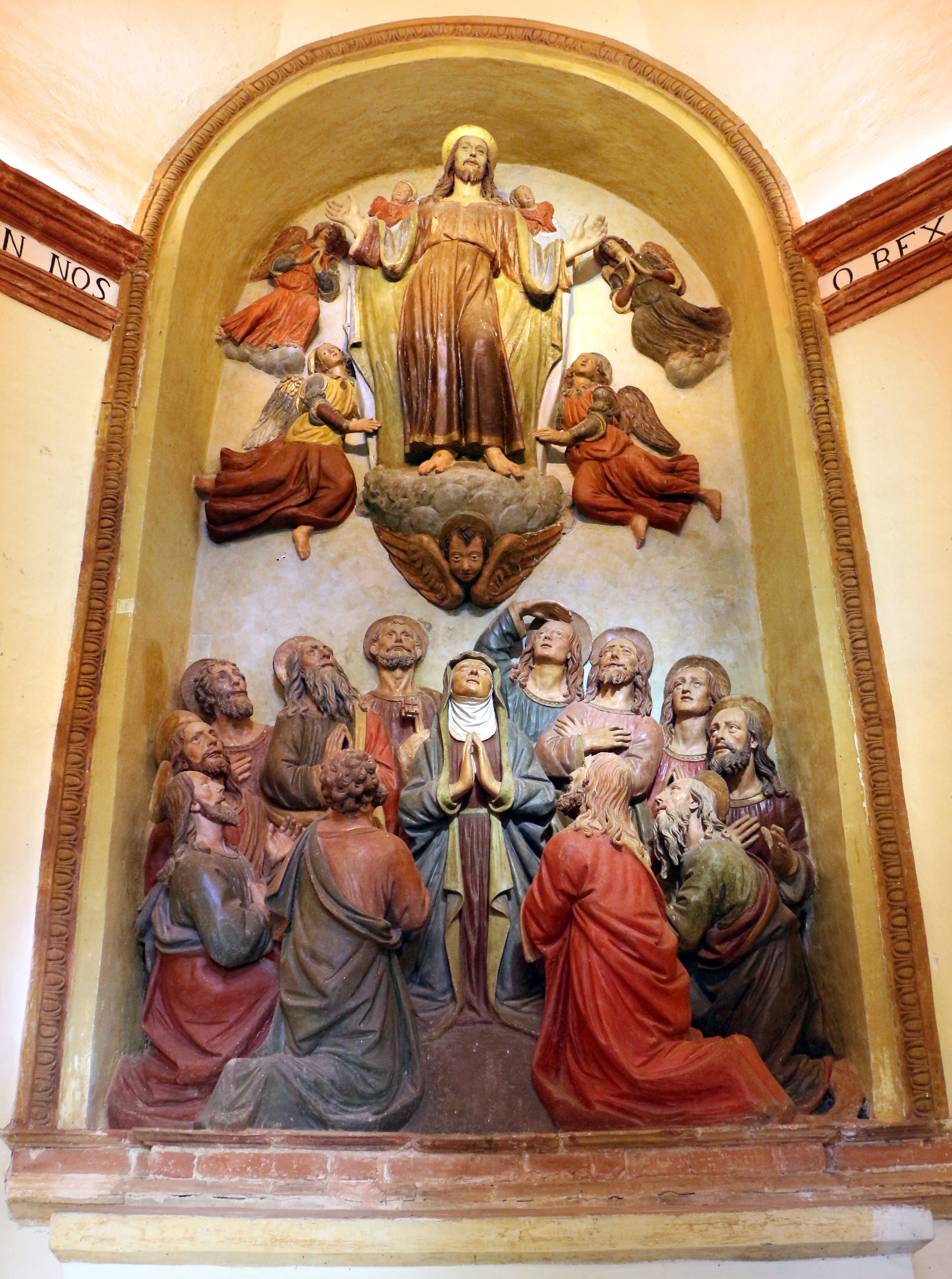
Chapelle de l'Ascension

La chapelle se trouve aujourd'hui à l'extérieur de la zone du couvent et semble isolée des autres pour la raison qu'elle ne figurait pas  dans le projet original. Temple de forme octogonale, la chapelle est surélevée pour évoquer l'Ascension du Christ.